# Atletismo nos Jogos Olímpicos de Verão de 2024 - 110 m com barreiras masculino
A prova dos 110 m com barreiras masculino do atletismo nos Jogos Olímpicos de Verão de 2024 ocorreu entre 4 e 8 de agosto de 2024 no Stade de France, em Paris. Um total de 40 atletas de 24 Comitês Olímpicos Nacionais (CON) participaram do evento.

## Qualificação
Cada Comitê Olímpico Nacional (CON) poderia inscrever no máximo três atletas qualificados em cada evento individual. Para os 110 metros com barreiras masculino, o período de qualificação foi entre 1 de julho de 2023 a 30 de junho de 2024.

## Formato
O evento sofreu alterações em relação as últimas edições com a introdução de uma fase de repescagem. Na primeira rodada, cinco baterias são realizadas, com os três primeiros colocados em cada uma e os três melhores tempos no geral avançando para as semifinais. Os demais atletas disputam uma repescagem, composta de três baterias, onde os dois primeiras de cada uma também avançam às semifinais. Nas semifinais, os dois primeiros colocadas em cada uma das três baterias e os dois melhores tempos no geral avançam para a final.

## Calendário
Horário local (UTC+2)
| Data                | Horário | Fase            |
| ------------------- | ------- | --------------- |
| 4 de agosto de 2024 | 11:50   | Primeira rodada |
| 6 de agosto de 2024 | 10:50   | Repescagem      |
| 7 de agosto de 2024 | 19:05   | Semifinais      |
| 8 de agosto de 2024 | 21:45   | Final           |

## Medalhistas
| Ouro   | USA Grant Holloway    |
| Prata  | USA Daniel Roberts    |
| Bronze | JAM Rasheed Broadbell |

## Recordes
Antes desta competição, os recordes mundiais e olímpicos da prova eram os seguintes:
| Tipo | Atleta        | Tempo (s) | Local    | Data                  |
| ---- | ------------- | --------- | -------- | --------------------- |
|      | Aries Merritt | 12.80     | Bruxelas | 7 de setembro de 2012 |
|      | Liu Xiang     | 12.91     | Atenas   | 27 de agosto de 2004  |

## Resultados

### Primeira rodada
Os quatro primeiros de cada bateria (Q) e os três seguintes com os tempos mais rápidos no geral (q) avançam às semifinais; os restantes disputam a repescagem.

#### Bateria 1
| Pos. | Raia | Atleta          | CON           | Tempo           | Notas |
| ---- | ---- | --------------- | ------------- | --------------- | ----- |
| 1    | 8    | Rachid Muratake | JPN Japão     | 13.22           | Q     |
| 2    | 9    | Enrique Llopis  | ESP Espanha   | 13.28           | Q     |
| 3    | 4    | Eduardo de Deus | BRA Brasil    | 13.37           | Q     |
| 4    | 6    | Manuel Mordi    | GER Alemanha  | 13.48           | Re    |
| 5    | 7    | Raphaël Mohamed | FRA França    | 13.61           | Re    |
| 6    | 3    | John Cabang     | PHI Filipinas | 13.66           | Re    |
| 7    | 5    | Jakub Szymański | POL Polônia   | 13.75           | Re    |
| 8    | 2    | Martín Sáenz    | CHI Chile     | 13.83           | Re    |
|      |      |                 |               | Vento: +0.1 m/s |       |

#### Bateria 2
| Pos. | Raia | Atleta               | CON                | Tempo          | Notas |
| ---- | ---- | -------------------- | ------------------ | -------------- | ----- |
| 1    | 9    | Louis François Mendy | SEN Senegal        | 13.31          | Q,    |
| 2    | 7    | Orlando Bennett      | JAM Jamaica        | 13.35          | Q     |
| 3    | 6    | Michael Obasuyi      | BEL Bélgica        | 13.41          | Q     |
| 4    | 5    | Asier Martínez       | ESP Espanha        | 13.47          | Re    |
| 5    | 8    | Amine Bouanani       | ALG Argélia        | 13.58          | Re    |
| 6    | 2    | Enzo Diessl          | AUT Áustria        | 13.63          | Re    |
| 7    | 4    | David Yefremov       | KAZ Cazaquistão    | 13.88          | Re    |
| 8    | 3    | Freddie Crittenden   | USA Estados Unidos | 18.27          | Re    |
|      |      |                      |                    | Vento: 0.0 m/s |       |

#### Bateria 3
| Pos. | Raia | Atleta           | CON                | Tempo           | Notas |
| ---- | ---- | ---------------- | ------------------ | --------------- | ----- |
| 1    | 7    | Xu Zhuoyi        | CHN China          | 13.40           | Q     |
| 2    | 6    | Antoine Andrews  | BAH Bahamas        | 13.43 (.421)    | Q     |
| 3    | 3    | Daniel Roberts   | USA Estados Unidos | 13.43 (.423)    | Q     |
| 4    | 2    | Milan Trajković  | CYP Chipre         | 13.43 (.425)    | q     |
| 5    | 8    | Hansle Parchment | JAM Jamaica        | 13.43 (.430)    | q     |
| 6    | 4    | Rafael Pereira   | BRA Brasil         | 13.47           | Re,   |
| 7    | 5    | Craig Thorne     | CAN Canadá         | 13.60           | Re    |
| 8    | 9    | Krzysztof Kiljan | POL Polônia        | 13.67           | Re    |
|      |      |                  |                    | Vento: +1.1 m/s |       |

#### Bateria 4
| Pos. | Raia | Atleta            | CON              | Tempo           | Notas |
| ---- | ---- | ----------------- | ---------------- | --------------- | ----- |
| 1    | 6    | Jason Joseph      | SUI Suíça        | 13.26           | Q     |
| 2    | 7    | Lorenzo Simonelli | ITA Itália       | 13.27 (.263)    | Q     |
| 3    | 9    | Shunsuke Izumiya  | JPN Japão        | 13.27 (.270)    | Q     |
| 4    | 5    | Tade Ojora        | GBR Grã-Bretanha | 13.35           | q,    |
| 5    | 8    | Wilhem Belocian   | FRA França       | 13.48           | Re,   |
| 6    | 2    | Liu Junxi         | CHN China        | 13.54           | Re    |
| 7    | 3    | Elie Bacari       | BEL Bélgica      | 13.66           | Re    |
| 8    | 4    | Damian Czykier    | POL Polônia      | 13.99           | Re    |
|      |      |                   |                  | Vento: +0.3 m/s |       |

#### Bateria 5
| Pos. | Raia | Atleta            | CON                | Tempo           | Notas |
| ---- | ---- | ----------------- | ------------------ | --------------- | ----- |
| 1    | 6    | Grant Holloway    | USA Estados Unidos | 13.01           | Q     |
| 2    | 8    | Rasheed Broadbell | JAM Jamaica        | 13.42           | Q     |
| 3    | 9    | Sasha Zhoya       | FRA França         | 13.43           | Q     |
| 4    | 5    | Shunya Takayama   | JPN Japão          | 13.46           | Re    |
| 5    | 2    | Tayleb Willis     | AUS Austrália      | 13.63           | Re    |
| 6    | 3    | Qin Weibo         | CHN China          | 13.64           | Re    |
| 7    | 4    | Elmo Lakka        | FIN Finlândia      | 13.84           | Re    |
|      | 7    | Yaqoub Al-Youha   | KUW Kuwait         | DNF             |       |
|      |      |                   |                    | Vento: +0.7 m/s |       |

### Repescagem
Os dois primeiros de cada bateria (Q) avançam às semifinais.

#### Repescagem 1
| Pos. | Raia | Atleta             | CON                | Tempo           | Notas |
| ---- | ---- | ------------------ | ------------------ | --------------- | ----- |
| 1    | 2    | Freddie Crittenden | USA Estados Unidos | 13.42           | Q     |
| 2    | 5    | Asier Martínez     | ESP Espanha        | 13.46           | Q     |
| 3    | 8    | Liu Junxi          | CHN China          | 13.52           |       |
| 4    | 7    | Enzo Diessl        | AUT Áustria        | 13.56           |       |
| 5    | 4    | Craig Thorne       | CAN Canadá         | 13.62           |       |
| 6    | 6    | Krzysztof Kiljan   | POL Polônia        | 13.73           |       |
| 7    | 3    | Elmo Lakka         | FIN Finlândia      | 13.75           |       |
|      |      |                    |                    | Vento: +0.2 m/s |       |

#### Repescagem 2
| Pos. | Raia | Atleta          | CON             | Tempo           | Notas   |
| ---- | ---- | --------------- | --------------- | --------------- | ------- |
| 1    | 3    | Rafael Pereira  | BRA Brasil      | 13.54 (.536)    | Q       |
| 2    | 7    | Raphaël Mohamed | FRA França      | 13.54 (.538)    | Q       |
| 3    | 6    | Amine Bouanani  | ALG Argélia     | 13.54 (.539)    |         |
| 4    | 5    | Manuel Mordi    | GER Alemanha    | 13.55           |         |
| 5    | 4    | Damian Czykier  | POL Polônia     | 13.71           |         |
|      | 2    | David Yefremov  | KAZ Cazaquistão | DSQ             | TR 16.8 |
|      | 8    | John Cabang     | PHI Filipinas   | DNS             |         |
|      |      |                 |                 | Vento: –0.5 m/s |         |

#### Repescagem 3
| Pos. | Raia | Atleta          | CON           | Tempo           | Notas |
| ---- | ---- | --------------- | ------------- | --------------- | ----- |
| 1    | 3    | Weibo Qin       | CHN China     | 13.44           | Q     |
| 2    | 2    | Wilhem Belocian | FRA França    | 13.45 (.445)    | Q,    |
| 3    | 7    | Shunya Takayama | JPN Japão     | 13.45 (.450)    |       |
| 4    | 5    | Jakub Szymański | POL Polônia   | 13.63           |       |
| 5    | 6    | Tayleb Willis   | AUS Austrália | 13.67           |       |
| 6    | 8    | Martín Sáenz    | CHI Chile     | 13.95           |       |
| 7    | 4    | Elie Bacari     | BEL Bélgica   | 14.13           |       |
|      |      |                 |               | Vento: –1.1 m/s |       |

### Semifinal
Os dois primeiros de cada bateria (Q) e os dois seguintes com os tempos mais rápidos no geral (q) avançam à final.

#### Semifinal 1
| Pos. | Raia | Atleta           | CON                | Tempo           | Notas  |
| ---- | ---- | ---------------- | ------------------ | --------------- | ------ |
| 1    | 6    | Grant Holloway   | USA Estados Unidos | 12.98           | Q      |
| 2    | 5    | Enrique Llopis   | ESP Espanha        | 13.17           | Q      |
| 3    | 3    | Hansle Parchment | JAM Jamaica        | 13.19           | q, =SB |
| 4    | 4    | Rachid Muratake  | JPN Japão          | 13.26           | q      |
| 5    | 8    | Michael Obasuyi  | BEL Bélgica        | 13.36           |        |
| 6    | 2    | Qin Weibo        | CHN China          | 13.41           |        |
| 7    | 9    | Raphaël Mohamed  | FRA França         | 13.41           |        |
|      |      |                  |                    | Vento: +0.1 m/s |        |

#### Semifinal 2
| Pos. | Raia | Atleta               | CON                | Tempo           | Notas |
| ---- | ---- | -------------------- | ------------------ | --------------- | ----- |
| 1    | 6    | Rasheed Broadbell    | JAM Jamaica        | 13.21           | Q     |
| 2    | 2    | Freddie Crittenden   | USA Estados Unidos | 13.23           | Q     |
| 3    | 4    | Louis François Mendy | SEN Senegal        | 13.34 (.334)    |       |
| 3    | 8    | Sasha Zhoya          | FRA França         | 13.34 (.334)    |       |
| 5    | 7    | Lorenzo Simonelli    | ITA Itália         | 13.40           |       |
| 6    | 5    | Jason Joseph         | SUI Suíça          | 13.44           |       |
| 7    | 3    | Tade Ojora           | GBR Grã-Bretanha   | 13.47           |       |
| 8    | 9    | Rafael Pereira       | BRA Brasil         | 13.87           |       |
|      |      |                      |                    | Vento: –0.1 m/s |       |

#### Semifinal 3
| Pos. | Raia | Atleta           | CON                | Tempo           | Notas                |
| ---- | ---- | ---------------- | ------------------ | --------------- | -------------------- |
| 1    | 7    | Orlando Bennett  | JAM Jamaica        | 13.09           | Q,                   |
| 2    | 3    | Daniel Roberts   | USA Estados Unidos | 13.10           | Q                    |
| 3    | 5    | Shunsuke Izumiya | JPN Japão          | 13.32 (.316)    |                      |
| 3    | 3    | Milan Trajković  | CYP Chipre         | 13.32 (.316)    | Recorde da temporada |
| 5    | 2    | Asier Martínez   | ESP Espanha        | 13.35           |                      |
| 6    | 6    | Eduardo de Deus  | BRA Brasil         | 13.43           |                      |
| 7    | 4    | Xu Zhuoyi        | CHN China          | 13.48           |                      |
| 8    | 9    | Wilhem Belocian  | FRA França         | 13.52           |                      |
|      |      |                  |                    | Vento: +0.6 m/s |                      |

### Final
Os atletas que cruzarem a linha de chegada nos menores tempos conquistam as medalhas.
| Pos.              | Raia | Atleta             | CON                | Reação          | Tempo        | Notas                |
| ----------------- | ---- | ------------------ | ------------------ | --------------- | ------------ | -------------------- |
| Medalha de ouro   | 6    | Grant Holloway     | USA Estados Unidos | 0.104           | 12.99        |                      |
| Medalha de prata  | 4    | Daniel Roberts     | USA Estados Unidos | 0.139           | 13.09 (.085) |                      |
| Medalha de bronze | 5    | Rasheed Broadbell  | JAM Jamaica        | 0.144           | 13.09 (.088) | Recorde da temporada |
| 4                 | 3    | Enrique Llopis     | ESP Espanha        | 0.144           | 13.20        |                      |
| 5                 | 9    | Rachid Muratake    | JPN Japão          | 0.161           | 13.21        |                      |
| 6                 | 8    | Freddie Crittenden | USA Estados Unidos | 0.161           | 13.32        |                      |
| 7                 | 7    | Orlando Bennett    | JAM Jamaica        | 0.142           | 13.34        |                      |
| 8                 | 2    | Hansle Parchment   | JAM Jamaica        | 0.144           | 13.39        |                      |
|                   |      |                    |                    | Vento: –0.1 m/s |              |                      |

Legenda
| Recorde mundial      | Recorde mundial (World record)               |                       | Recorde africano                      | Recorde africano (African) |                                           | Q | Classificado por posição (Qualified) |
| Recorde olímpico     | Recorde olímpico (Olympic record)            | Recorde da América    | Recorde da América (Americas)         | q                          | Classificado por melhor tempo (Qualified) |   |                                      |
| Melhor marca do ano  | Melhor marca do ano (World leading)          | Recorde asiático      | Recorde asiático (Asian)              | DNS                        | Não largou (Did not start)                |   |                                      |
| Recorde nacional     | Recorde nacional (National record)           | Recorde europeu       | Recorde europeu (European)            | DNF                        | Não terminou (Did not finish)             |   |                                      |
| Recorde pessoal      | Recorde pessoal do atleta (Personal best)    | Recorde da Oceania    | Recorde da Oceania (Oceania)          | DSQ / DQ                   | Desclassificado (Disqualified)            |   |                                      |
| Recorde da temporada | Recorde da temporada do atleta (Season best) | Recorde sul-americano | Recorde sul-americano (South America) | NM                         | Sem marca (No mark)                       |   |                                      |